# Gulf Coast Classic
De Gulf Coast Classic was een golftoernooi van de Ben Hogan Tour en de NIKE Tour, beide voorgangers van de Nationwide Tour. Het toernooi werd in Mississippi gespeeld.
De eerste editie was voor Dick Mast de eerste overwinning als professional. Hij won dat jaar nog twee toernooien op de Ben Hogan Tour. In januari 2012 kwalificeerde hij zich voor de Europese Senior Tour.
De vierde editie werd gewonnen door Jim Furyk. Twee jaar later behaalde hij op de Amerikaanse PGA Tour zijn eerste van zestien overwinningen.
De 47-jarige Allen Doyle won in 1995 drie toernooien op de NIKE Tour, waarvan dit ook zijn eerste overwinning was. Hij was een jaar eerder pas professional geworden en speelt nu succesvol op de Champions Tour. Ook voor Joe Durant was dit zijn eerste overwinning als pro. Zijn grootste succes in latere jaren zou de Bob Hope Classic zijn, dat hij met -36 won, hetgeen nog steeds het record is. 

## Winnaars
| Jaar                                | Baan                                      | Winnaar                      |
| Ben Hogan Gulf Coast Classic        | Ben Hogan Gulf Coast Classic              | Ben Hogan Gulf Coast Classic |
| ----------------------------------- | ----------------------------------------- | ---------------------------- |
| 1990                                | Windance Country Club in Gulfport         | Dick Mast                    |
| 1991                                | Windance Country Club in Gulfport         | Tom Lehman                   |
| 1992                                | Windance Country Club in Gulfport         | Glen Hnatiuk                 |
| NIKE Mississippi Gulf Coast Classic |                                           |                              |
| 1993                                | Windance Country Club in Gulfport         | Jim Furyk                    |
| 1994                                | Windance Country Club in Gulfport         | John Elliott                 |
| 1995                                | Windance Country Club in Gulfport         | Allen Doyle                  |
| 1996                                | Mississippi National Golf Club in Gautier | Joe Durant                   |
| 1997                                | Mississippi National Golf Club in Gautier | Jeff Brehaut                 |